# Casirate d'Adda
Casirate d'Adda [kaziˈraːte ˈdadːa] (Casirà [kaziˈɾa] in dialetto locale, Casiràt [kaziˈɾat] in dialetto bergamasco), e semplicemente Casirate fino al 1863, è un comune italiano di 4 141 abitanti della provincia di Bergamo in Lombardia.
Situato nella pianura sud-occidentale bergamasca, alla sinistra del fiume Adda, dista circa 25 chilometri a sud-ovest dal capoluogo orobico.

## Storia
Da Caxiratum, nome romano di Casirate d'Adda, passava la via Mediolanum-Brixia, che collegava Mediolanum (Milano) con Brixia (Brescia) passando anche da Cassianum (Cassano d'Adda). Le origini del borgo moderno non hanno riscontri certi, data la mancanza di ritrovamenti o reperti. Tuttavia recenti studi farebbero risalire i primi insediamenti stabili al termine dell'epoca romana, con incrementi abitativi anche nel periodo successivo, che vide l'arrivo dei Longobardi.
Il primo documento scritto che attesta l'esistenza del paese risale all'anno 774: si tratta di un testamento di un abitante di origine longobarda, tale Taido, che donava alcune delle sue proprietà alla chiesa di Santa Maria sita in loco Caseriate. Questo toponimo sembrerebbe derivare dal termine casèra, che indica un luogo ove avviene la produzione e la stagionatura del formaggio. Difatti a tal riguardo il territorio di Casirate era interessato da una notevole quantità di terreni adibiti a pascolo, che favorirono lo sviluppo caseario.
In quei secoli il borgo consisteva in poche case, raggruppate attorno alla chiesa. In ambito politico-amministrativo il paese dipendeva al Ducato di Treviglio, a cui si sostituì il comune di Milano, grazie alla diretta donazione di Federico Barbarossa, avvenuta nel 1186.
Successivamente, sempre in epoca medievale, venne posto sotto il controllo della pieve di Arzago, a cui subentrò il vescovo di Cremona. Era il periodo in cui gli scontri tra opposte fazioni (in primis tra guelfi e ghibellini) erano all'ordine del giorno, tanto che Casirate fu al centro di numerose dispute volte ad ottenerne la supremazia. Vennero edificate fortificazioni ed un castello, di cui inizialmente si appropriò la famiglia dei Torriani ed in seguito quella milanese dei Visconti.
Il paese gravitò sempre nell'orbita della città milanese, che lo diede in feudo prima alla famiglia dei Menclozzi, e poi lo aggregò al Marchesato di Caravaggio comandato dagli Sforza.
Nonostante questo, spesso si verificarono screzi con i paesi limitrofi: in primo luogo con Treviglio, centro di prima importanza della pianura bergamasca, che pretendeva il pagamento di dazi per lo sfruttamento irriguo del canale che soddisfaceva il fabbisogno agricolo di Casirate. Il piccolo paese, unito ai vicini Calvenzano e Vailate, chiese ed ottenne dai Visconti la possibilità di creare un nuovo canale d'irrigazione, tuttora utilizzato, che prese il nome di Roggia Vailata poiché attingeva alle acque dall'Adda.
Il paese vide, qualche decennio più tardi, la presenza della famiglia Blondel, a cui appartenne Enrichetta, prima moglie di Alessandro Manzoni.
Nel 1797 la Lombardia austriaca fu conquistata dalle armate napoleoniche, che proclamarono la Repubblica Cisalpina; Casirate fu inglobata nel dipartimento dell'Adda (con capoluoghi Crema e Lodi) e quindi definitivamente nel dipartimento del Serio (con capoluogo Bergamo). Anche la successiva dominazione austriaca mantenne il comune nella provincia di Bergamo, nella quale si trova ancora oggi.
Con l'avvento del regno d'Italia il paese cambiò nome, da Casirate Gera d'Adda, all'attuale Casirate d'Adda.
Infine, nel 1974, nel corso di indagini sul sottosuolo, l'Eni scoprì un giacimento di petrolio proprio nel territorio comunale di Casirate. Dopo le analisi, fu rivelato che il quantitativo di greggio era limitato.

### Simboli
Lo stemma e il gonfalone sono stati approvati dal consiglio comunale il 14 gennaio 1962 e concessi con decreto del presidente della Repubblica del 18 giugno 1963.
L'albero di olmo vuole significare la beneficenza e l'amor del prossimo; le tre api simboleggiano l'industria locale e la laboriosità dei cittadini.
Il gonfalone è un drappo partito di giallo e di azzurro.

## Monumenti e luoghi d'interesse
Numerosi sono gli edifici presenti sul territorio e degni di nota: in primo luogo la chiesa parrocchiale di Santa Maria Immacolata che, edificata nel 1790 in luogo di un precedente edificio di culto, presenta uno stile neoclassico e conserva al proprio interno affreschi e dipinti di artisti locali.
A sud del centro abitato si può visitare la chiesa di San Rocco al Lazzaretto, risalente al XVIII secolo.
In ambito civile, in città si trovano il Palazzo Paladini, casa di epoca rinascimentale in cui nacque Enrichetta Blondel, moglie di Alessandro Manzoni, e il Palazzo Ranieri-Paladini, edificato per volere dell'arciduca Ranieri, parente di Carlo Alberto di Savoia.

## Società

### Evoluzione demografica
- 641 nel 1751
- 848 nel 1805
- annessione a Treviglio nel 1809
- 972 nel 1816
- 1 123 nel 1853
- 1 205 nel 1859

Abitanti censiti

## Infrastrutture e trasporti
Dal 1880 al 1920 la località era servita da una fermata posta lungo la tranvia Lodi-Treviglio-Bergamo.

## Amministrazione
| Periodo        | Periodo        | Primo cittadino     | Partito      | Carica  | Note |
| -------------- | -------------- | ------------------- | ------------ | ------- | ---- |
| 24 aprile 1995 | 13 giugno 1999 | Pier Luigi Tarenghi | Lista civica | Sindaco |      |
| 14 giugno 1999 | 13 giugno 2004 | Vittorio Pagetti    | Lista civica | Sindaco |      |
| 14 giugno 2004 | 25 maggio 2014 | Luigia Degeri       | Lista civica | Sindaco |      |
| 26 maggio 2014 | 26 maggio 2019 | Mauro Faccà         | Lista civica | Sindaco |      |
| 27 maggio 2019 | 10 giugno 2024 | Manuel Calvi        | Lista civica | Sindaco |      |